# Kobylnice, Mladá Boleslav
Kobylnice là một làng thuộc huyện Mladá Boleslav, vùng Středočeský, Cộng hòa Séc.